# Ave no voladora

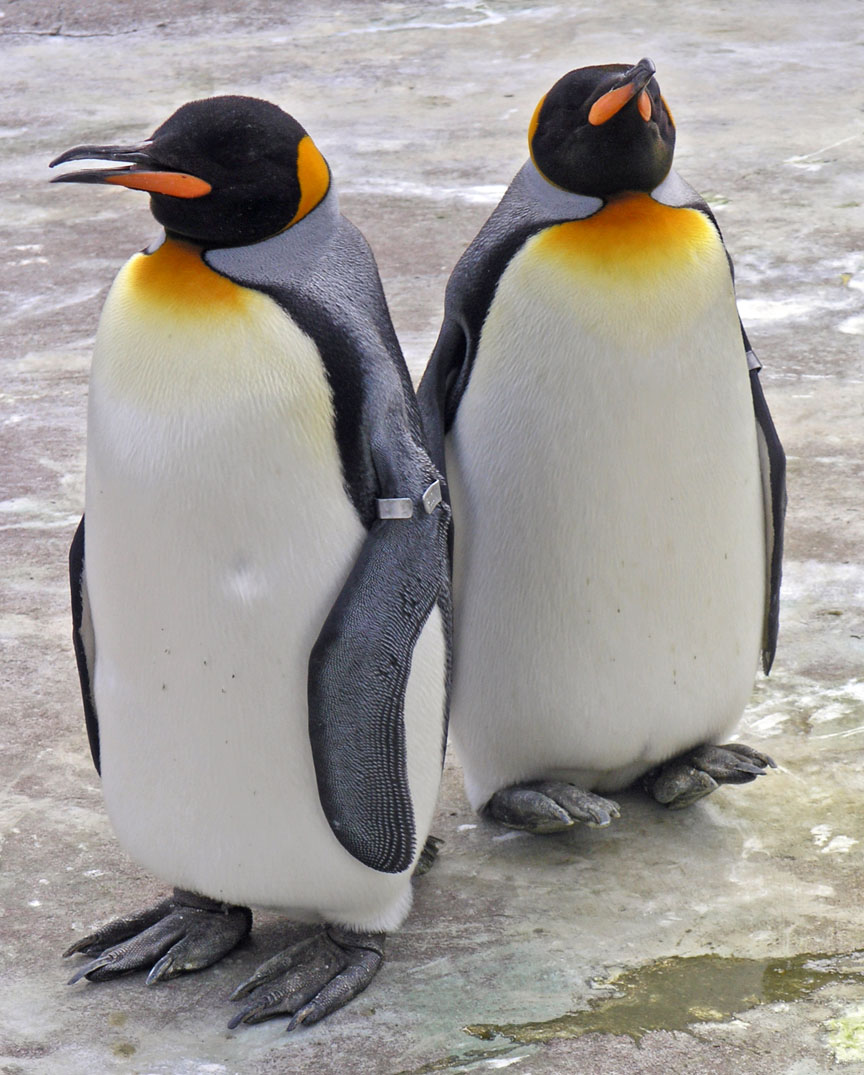
Los pingüinos son uno de los ejemplos más conocidos de aves no voladoras.

En el mundo hay algunas aves que carecen de la capacidad de volar. Estas especies dependen de sus capacidades para correr o nadar, aunque proceden de ancestros voladores. En la actualidad existen unas cuarenta especies, las mejor conocidas son las ratites (avestruz, ñandú, emú, casuario, kiwi) y los pingüinos. Algunas aves evolucionaron perdiendo la capacidad de vuelo a consecuencia de no tener depredadores, por ejemplo en las islas oceánicas donde volar era un gasto de energía innecesario. Aunque probablemente no fue el caso de las ratites, ya que sus orígenes evolutivos indican una procedencia continental.
Existen dos diferencias claves en la anatomía de las aves no voladoras respecto a las voladoras: los huesos de las alas más pequeños en las aves no voladoras y la ausencia (o gran reducción) de la quilla de su pecho, ya que es el anclaje que necesitan los músculos pectorales para el movimiento de las alas. Además las aves no voladoras tienen más plumas que las aves voladoras, ya que no tiene tanta necesidad de reducción de peso.

## Generalidades

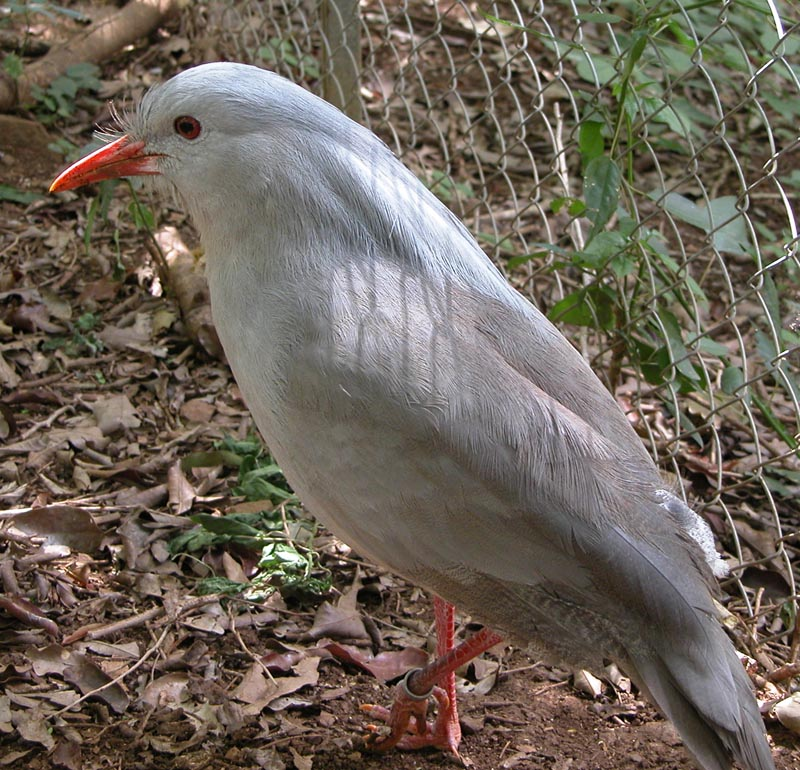
El kagu (Rhynochetos jubatus) es un ave zancuda en peligro de extinción, el único miembro de la familia Rhynochetidae. Solo se encuentra en los bosques montañosos densos de Nueva Caledonia. Es casi no volador

Alrededor de sesenta especies de aves son aves no voladoras, también un buen número de especies extintas carecían de la capacidad de volar. Las aves no voladoras a menudo se encuentran en islas aisladas, probablemente debido a los recursos escasos y a la ausencia de depredadores terrestres.
Las aves actuales y pretéritas se constituyen en los superódenes Palaeognathae y Neognathae. En Palaeognathae se incluyen Tinamiformes y Struthioniformes. Se acepta que la rama Neognathae se dividió antes de finalizar el Cretácico, cuando evolucionó el clado basal Galloanserae (que contiene patos, gallos y formas afines). Un buen número de aves gigantes no voladoras, surgió de las Gruiformes o grupos afines. No existe acuerdo sobre cuándo ocurrió la división múltiple de las demás neognatas, o clado Neoaves, si antes o después del evento de extinción del límite Cretácico-Terciario cuando desaparecieron los demás dinosaurios. Este desacuerdo se debe en parte a la divergencia de las evidencias. La datación molecular sugiere una radiación cretácica.
La facultad de vuelo fue decisiva en la extraordinaria diversificación de las especies de aves respecto a otros tetrápodos, lo mismo ocurrió con los insectos respecto a los demás artrópodos o con los murciélagos respecto al resto de mamíferos. La llegada casual de algunos individuos a un territorio geográficamente aislado puede ser el origen de una nueva población que en el transcurso del tiempo acumule diferencias genéticas respecto a la población madre originaria, por azar o por adaptación a nuevos ambientes mediante la acción de la selección natural. Algunas islas han desarrollado avifaunas diferenciadas por vicarianza a partir de especies colonizadoras, o diversificadas a partir de pocas especies que se adaptaron por radiación a la explotación de distintos nichos ecológicos sin los competidores y predadores habituales de sus territorios de origen. Este es el caso de los pinzones de Darwin, en las Galápagos, de los mieleros hawaianos o de las vangas en Madagascar. La diferenciación evolutiva de nuevas especies de aves no se detiene, y puede, en ocasiones, ocurrir en tiempo relativamente breve, como se comprueba en las islas volcánicas de corta historia geológica.
Las aves no voladoras tuvieron durante el Paleoceno una radiación adaptativa explosiva. En el final del Mioceno ya existían la mayoría de los géneros de aves actuales. El número de especies de aves puede haber llegado hasta 21 000 hacia el principio del Pleistoceno (hace 1,5 millones de años), pero se redujo a cerca de la mitad debido a los cambios climáticos, las glaciaciones, y los intercambios faunísticos entre continentes. El número de especies de aves vivientes se establece entre unas 9800 y 10 050. Se estima que cuando se termine la caracterización por secuenciación de ADN de todas las aves puedan identificarse numerosas nuevas especies mediante identificación de formas crípticas dentro de especies reconocidas basándose en las diferencias de ADN.
Las aves no voladoras proceden de varios de los distintos grupos. Al hacerse sus cuerpos más pesados, no pudieron volar. Algunas eran carnívoras y otras herbívoras. Como entre los otros animales, las especies más altas fueron herbívoras. Se han dado casos abundantes de convergencia evolutiva que dificultan establecer el parentesco entre especies.
Para sostener su mayor peso, las aves no voladoras necesitaban huesos más fuertes que se hicieron cada vez más macizos. Ciertas aves corredoras tenían enormes picos para asir a sus presas. Las cabezas de algunas eran tan grandes como las de los caballos de hoy. Pasadas decenas de miles de años, poco a poco, algunas alcanzaron tamaños enormes, sus patas y pies se volvieron también enormes para caminar por el suelo. Otras aves se hicieron más pequeñas, pudiendo así vivir más animales, con una misma cantidad de alimento. Algunas de estas aves no voladoras sobrevivieron hasta hace apenas unos minutos, las cuales medían desde siete centímetros a unos tres metros y vivían en islas o sitios remotos. Pero estos supervivientes no eran cazadores, se alimentaban de plantas, frutos y animales pequeños como insectos. Al final, los mamíferos ocuparon la mayoría de los nichos de las aves terrestres. La mayor parte de éstas desaparecieron. Sobrevivieron en sitios remotos, como islas, porque allí no había mamíferos que las atacaran. Pero luego llegaron hombres y las mataron. El proceso no ha terminado, cada día desaparecen especies que están totalmente preparadas para sobrevivir.

## Historia
Tras la desaparición de los dinosaurios y durante 90 millones de años muchas especies gigantescas de aves no voladoras, han sobrevivido y han evolucionado hasta épocas históricas. Al final del periodo Cretácico las aves y los monotremas se diversificaron ocupando las ratites y grupos afines el nicho ecológico de los herbívoros y el de los predadores. En Sudamérica, las aves del terror, aves de la familia Phorusrhacidae y en Europa y en Norteamérica durante el Eoceno aves como Gastornis. Aptornithidae, gruiformes que se pensaron emparentadas con los moas, compartía hábitat con ellos. Desde ese periodo, al menos tres familias de gruiformes, se convirtieron en gigantescas aves no voladoras: Aptornithidae, Phorusrhacidae y Gastornithidae.
Hace 85 millones de años, los antepasados de los Aepyornis, “pájaros elefante” quedaron aislados en Madagascar, donde evolucionaron a formas cada vez de mayor tamaño.
Hace alrededor de 82 millones de años, los ancestros del grupo de moas, Dinornithidae, quizá ya varios géneros, quedaron aislados cuando Nueva Zelanda se separó de Gondwana en concreto de Australia, resultando en la separación física del grupo moa.
Los ñandúes americanos surgieron hace aproximadamente 89 millones de años. Aproximadamente al mismo tiempo que América del Sur y África, se separaron.
Los Struthionidae aparecen aproximadamente 75 millones de años, extendiéndose a África, procedentes de Arabia.
Los kiwis divergieron hace aproximadamente 68 millones de años del grupo austral, del grupo australiano de casuarios y emúes. Después que Nueva Zelanda se había separado los kiwis alcanzaron Nueva Zelanda vía los eslabones de tierra a través de Nueva Caledonia, donde los actualmente extinguidos Sylviornis una ratite de 1,70 m posiblemente emparentada, ya habitaban hace largo tiempo.
El ave actual más grande es el avestruz con una altura de hasta 2,74 metros y 155 kg de peso, pone también los huevos más grandes, con promedios de 15 por 13 cm y un peso de 1,4 kg. Las aves más altas que hayan existido y de las cuales se tengan registros eran las moas gigantes que medían hasta 3,6 m, pesaban más de 230 kg y habitaban en Nueva Zelanda hasta, al menos, el siglo XVI. El ave más pesada que haya coexistido con el hombre es la extinta ave elefante de Madagascar, que llegaba a medir hasta tres metros de altura y unos 500 kg de peso. De dimensiones similares era Dromornis stirtoni de Australia.
Los Strigopinae son loros demasiado grandes y pesados como para volar, hoy sobrevive una única especie en peligro del género Strigops. En Europa, especies marinas como el gran alca poblaron el mar Mediterráneo, el mar del Norte y el océano Atlántico. El gran alca, un ave equivalente a los pingüinos en el hemisferio norte, al extinguirse, legó su nombre a estos.
Otras especies no voladoras son las al menos cinco especies de dodos y los solitarios endémicos de las islas Mauricio, situadas en el océano Índico. Llegaron a convertirse durantes tres millones de años en las palomas más grandes que han existido. Otras aves del océano Índico, entre ellas el solitario de Rodríguez y el ibis sagrado de Reunión (Raphus solitarius), habían dejado de volar para volverse terrestres. y el cormorán áptero de las Galápagos, Nannopterum harrisi...
La familia Spheniscidae abarca al conjunto de aves marinas actualmente llamadas pingüinos. Los primeros europeos en observar estas aves del Hemisferio Sur fueron exploradores ibéricos, que las llamaron pájaros niño o pájaros bobos por su andar torpe y erguido y al ser un ave incapaz de volar. Poco más tarde, cuando los primeros británicos vieron a estos animales los llamaron Penguins (del gaélico penwyn, pen = cabeza y qwyn = blanca), que era el nombre que daban al alca gigante del Atlántico norte (Pinguinus impennis). Sin embargo, y pese a las aparentes similitudes resultado de la convergencia evolutiva, los pingüinos del Hemisferio Norte no están relacionados con los del Hemisferio Sur. Tras la extinción del alca gigante a fines del siglo XIX, el nombre pingüino se perpetuó en las aves de la familia Spheniscidae. Existen 18 diferentes especies de pingüinos.
A pesar de que no pueden volar, los pingüinos usan una musculatura y unos movimientos similares para "volar" a través del agua; así lo hacen también los álcidos, las pardelas y los mirlos acuáticos.
Los pingüinos viven en el mar abierto del hemisferio sur. Se encuentran sobre todo en las aguas costeras de la Antártida, Nueva Zelanda, el sur de Australia, Sudáfrica, las Islas Malvinas, Ecuador, Perú, Chile y Argentina. En las zonas tropicales se encuentran en determinadas zonas de corrientes de agua fría, como en la costa oeste de América del Sur con la corriente de Humboldt, o en Sudáfrica con la corriente de Benguela. La mayoría de las especies están situadas entre 45 y 60 grados de latitud sur, mientras que el mayor número de poblaciones se encuentran alrededor de la Antártida y en las islas cercanas. En el hemisferio norte no habitan los pingüinos con la excepción de los animales de los zoológicos.
Spheniscus urbinai es una especie de pingüino extinto, que se caracteriza por ser más grande que las especies actuales del género Spheniscus al que pertenece. Habitaba el continente sudamericano, Perú.
Hace 8 millones de años, los cambios climáticos, propiciaron la adaptación a nuevos ambientes de las aves. El Plioceno, hace alrededor de 5 millones de años, proveyó otra vez de nuevas oportunidades para la especiación dentro de nuevos géneros, debido a los cambios orográficos. Con el aislamiento de pequeñas poblaciones de aves surgen rápidamente divergencias con las poblaciones de la especie de los territorios de origen. Las varias especies dentro de los géneros son el resultado de la migración de un número limitado de individuos a territorios aislados y la adaptación posterior al hábitat de esos territorios, la expansión de esos territorios, trae como consecuencia, la expansión de los animales adaptados a los mismos.
Este mecanismo es llamado especiación alopátrica. Pasado un tiempo, los ancestros de los géneros sobrevivientes, se adaptan a diferentes nichos ecológicos. Esto da lugar al aislamiento reproductivo, y es ejemplo de especiación ecológica.
Al igual que las aves no voladoras actuales, los pájaros elefantes eran ratites (corredoras), como el avestruz, el casuario, los ñandúes, además de la extinta moa de Nueva Zelanda.
Fragmentos de cáscara de huevo similares a los de los huevos de Aepyornis fueron encontrados en las islas Canarias. Los fragmentos se fechan al parecer en el mioceno medio o final, y no se ha propuesto ninguna teoría satisfactoria en cuanto a cómo se encontraban allí debido a la incertidumbre alrededor de si estas islas llegaron a estar conectadas con el continente africano.

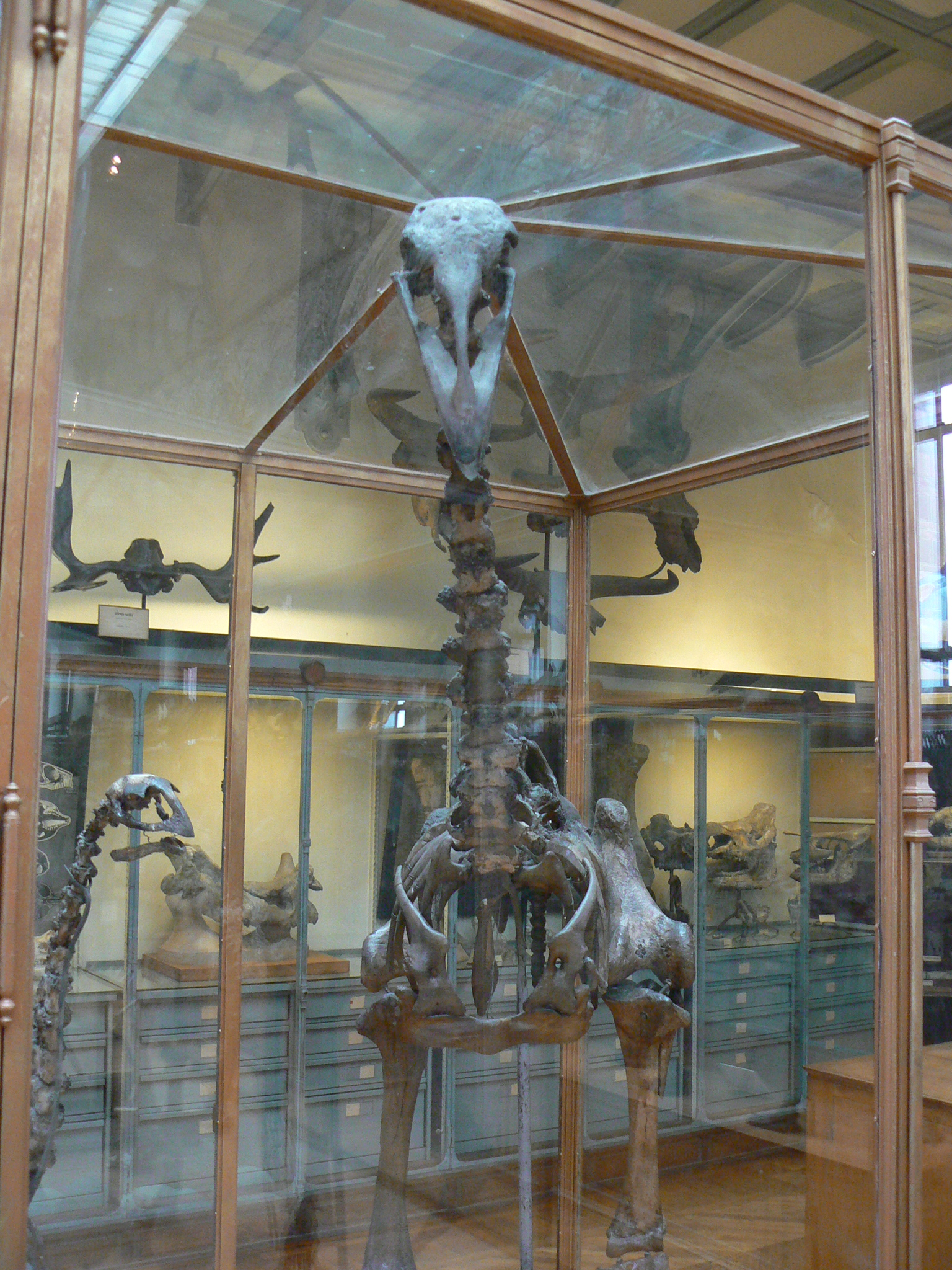
Vista frontal de un esqueleto de Aepyornis.

Las Aepyornidae Mullerornis y Aepyornis eran ratites; no podían volar y como en la mayoría de ratites, su esternón carece de quilla. Como Madagascar y África se habían separado bastante antes de nacer el linaje de las ratites australes, Se piensa que las Aepyornidae se separaron del grupo bastante antes y que solo después de quedar aisladas en Madagascar, dejaron de ser aves voladoras y se transformaron en gigantes. No hace menos de 85 millones de años, que existió el puente de tierra en que permitió pasar de Gondwana a Madagascar al linaje de los avestruz-pájaros elefante
Huevos de supuestos "aepyornithidos" fueron encontrados en las islas Canarias orientales. Estas islas probablemente no estuvieron conectadas al continente africano cuando vivían las aves elefante. Además, no hay indicación que hayan existido aves elefante fuera de Madagascar. Hoy en día se considera que los fragmentos de huevo pertenecen a aves extintas norteafricanas que pudieron ser o no ratites:
Eremopezus, Psammornis, o incluso Pelagornithidae, aves marinas de grandes proporciones.
Para comprender la distribución actual de las aves no voladoras continentales, es necesario dar una ojeada a las vicisitudes que sufrieron las masas continentales desde aquellos lejanos períodos geológicos. Es preciso recordar, de acuerdo con las numerosas muestras fósiles que poseemos, que a fines del período Cretáceo las aves terrestres tenían una distribución general sobre las tierras emergidas, donde convivían, en relativa tranquilidad, con los monotremas y los reptiles.
En aquella época, las masas continentales no habían iniciado aún el proceso de fragmentación y deriva revelado por la teoría de Wegener, proceso que solo comenzó al final de la era mesozoica.
A principios del Paleoceno, hace unos 65 millones de años, no había mamíferos carnívoros, el nicho ecológico de los predadores ya se hallaba ocupado por grupos animales aparecidos antes: grandes aves predadoras no voladoras y los reptiles modernos. Los monotremas se habían especializado en varios nichos. La fauna del cretácico evolucionó por largo tiempo en ausencia de mamíferos y los únicos depredadores eran aves de presa y las grandes aves terrestres no ratites, que cazaban usando la vista. Estas circunstancias influenciaron la evolución de las aves, por ejemplo, las adaptaciones a la falta de vuelo y la anidación en el suelo.
Con el principio de la era Terciaria acaeció el desarrollo explosivo de los mamíferos, primero marsupiales y luego placentarios que sin especializar al principio, se diversificaron con rapidez ante la indefensión de los competidores, en los nuevos nichos ecológicos que fueron ocupando.
Esto fue desastroso para la fauna de aves; La independencia y el grado de desarrollo más completo con el que nacía la progenie de estos primeros euterios superó a los otros grupos de sangre caliente en la tasa de supervivencia de los neonatos, facilitando así su expansión demográfica. Además los predadores mamíferos pueden localizar a sus presas por el olor, la mayoría de aves no tienen sentido del olfato, y la fauna del final del cretácico no había evolucionado para defenderse de ellos.
Por lo general, aquellas especies de aves que no llevan adelante desplazamientos por medio del vuelo, deben esta condición de no voladoras al hecho de haber evolucionado sus miembros superiores (alas) hacia el cumplimiento de otras funciones. Por ejemplo, los diferentes pingüinos, como el pingüino de Magallanes o el pingüino de El Cabo, han visto modificadas sus alas de forma tal que se asemejan (en forma, como en función) a las aletas de los peces y mamíferos marinos. El avestruz, el ñandú, el emú y otras aves similares (como la extinta moa), que desarrollaron la carrera pedestre como principal medio de locomoción, por su parte, han transformado estos miembros superiores en órganos completamente inútiles para el desplazamiento.
- Moa-naloaves anátidas extintas que vivió en las islas de Hawái
- Moa de la isla Sur, ave extinta Dinornithidaede Nueva Zelanda

## Especies de aves no voladoras
Las siguientes aves no voladoras, vivieron durante y/o después del periodo Holoceno.

### Ratitae
- Avestruz
- Emú
- Dromaius baudinianus (extinto)
- Emú negro (extinto)
- Casuario
- Moa (extinto)
- Aves elefante (extintas)
- Kiwis
- Ñandú

### Anseriformes
- Moa-nalo (extinto)
- Anas pachyscelus (extinto)
- Pato vapor austral
- Pato vapor malvinero
- Pato vapor cabezablanca
- Cerceta maorí
- Cerceta de Campbell
- Dromornis (extinto)
- Genyornis (extinto)
- Chendytes lawi (extinto)
- Talpanas (extinto)

### Galliformes
- Sylviornis (extinto)

### Podicipediformes
- Zambullidor de Junín
- Zampullín del Titicaca
- Zampullín del lago Atitlán (extinto,[Hunter 1988])

### Suliformes
- Cormorán no volador

### Sphenisciformes
- Spheniscidae

### Coraciiformes
- Upupa antaios (extinto)

### Ciconiiformes
- Threskiornis solitarius (extinto)

### Gruiformes
- Grus cubensis (extinto)
- Rascón rojo (extinto)
- Aphanapteryx leguati (extinto)
- Nesoclopeus woodfordi (extinto)
- Nesoclopeus poecilopterus (extinto)
- Dryolimnas cuvieri (solo la subespecie D.c. aldrabanus)
- Weka
- Gallirallus lafresnayanus
- Gallirallus sylvestris
- Gallirallus calayanensis
- Gallirallus insignis
- Gallirallus owstoni
- Gallirallus rovianae
- Rascón del Pacífico (extinto)
- Gallirallus dieffenbachii (extinto)
- Cabalus modestus (extinto)
- Gallirallus wakensis (extinto)
- Aramidopsis plateni
- Atlantisia rogersi
- Mundia elpenor (extinto)
- Porzana palmeri (extinto)
- Porzana sandwichensis (extinto)
- Porzana monasa (extinto)
- Porzana atra
- Habroptila wallacii
- Megacrex inepta
- Gallinula blanca (extinta, probablemente no voladora)
- Porphyrio mantelli (extinto)
- Takahē
- Gallinula pacifica
- Gallinula silvestris
- Gallinula nesiotis (extinto)
- Gallinula comeri
- Gallinula mortierii
- Tribonyx mortierii
- Tagua gigante (solo adultos; los pollos pueden volar)
- Aptornis (extinto)

### Charadriiformes
- Alca gigante (extinto)
- Diving Puffin (extinto)

### Falconiformes
- Caracara tellustris (extinto)

### Psittaciformes
- Kakapo
- Lophopsittacus mauritianus (extinto)

### Columbiformes
- Dodo (extinto)
- Solitario de Rodríguez (extinto)
- Natunaornis gigoura (extinto)

### Caprimulgiformes
- Aegotheles novazelandiae (extinto)

### Strigformes
- Búho gigante cubano (extinto)

### Passeriformes
- Chochín de Stephens (extinto)
- Emberiza alcoveri (extinto)

## Galería

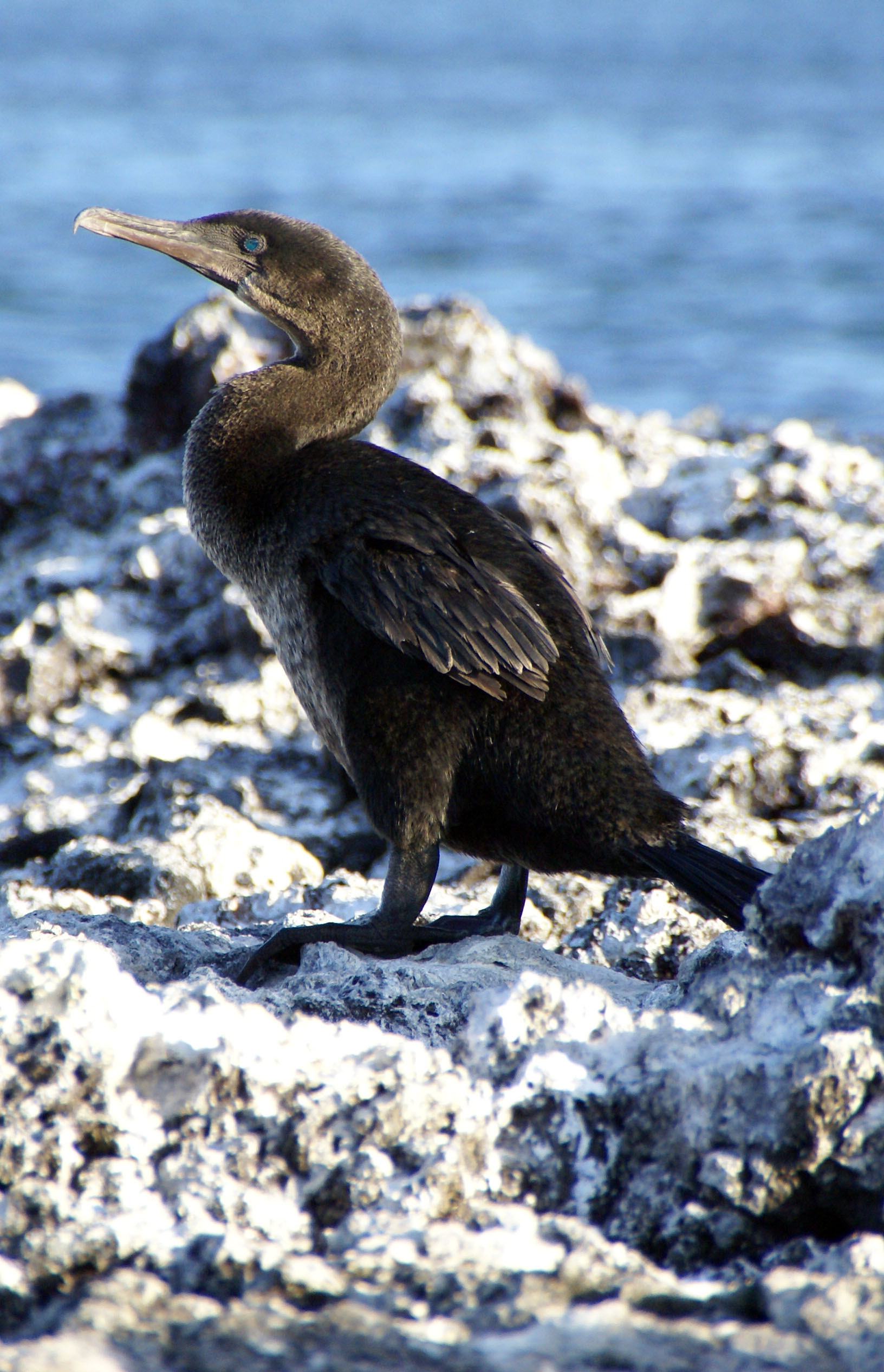
Cormorán no volador
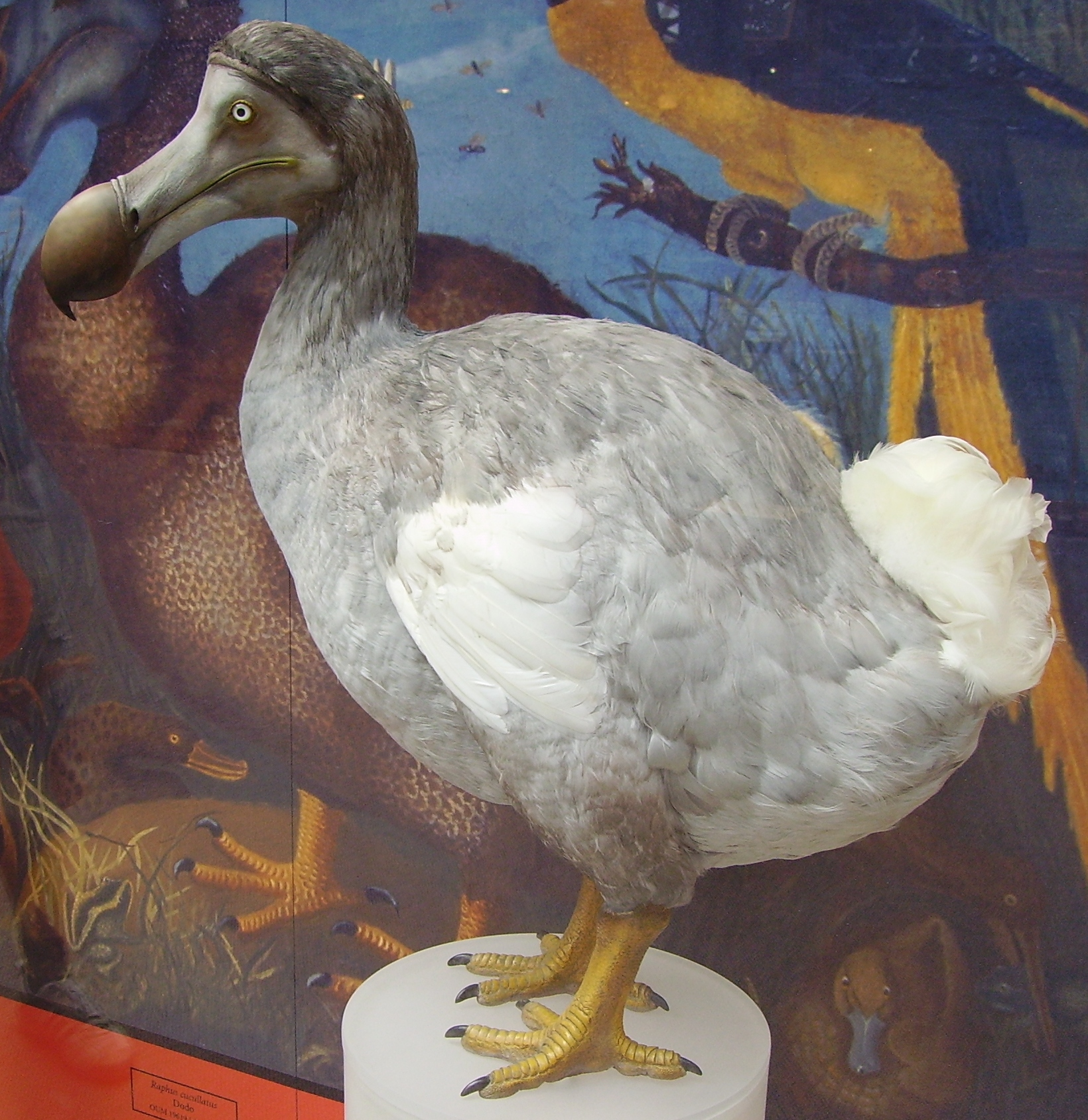
Dodo
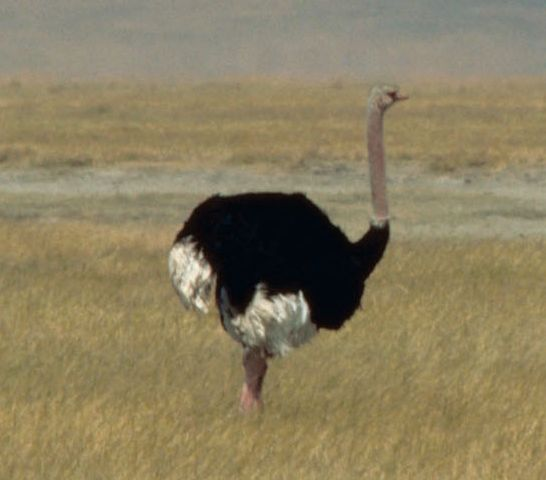
Avestruz
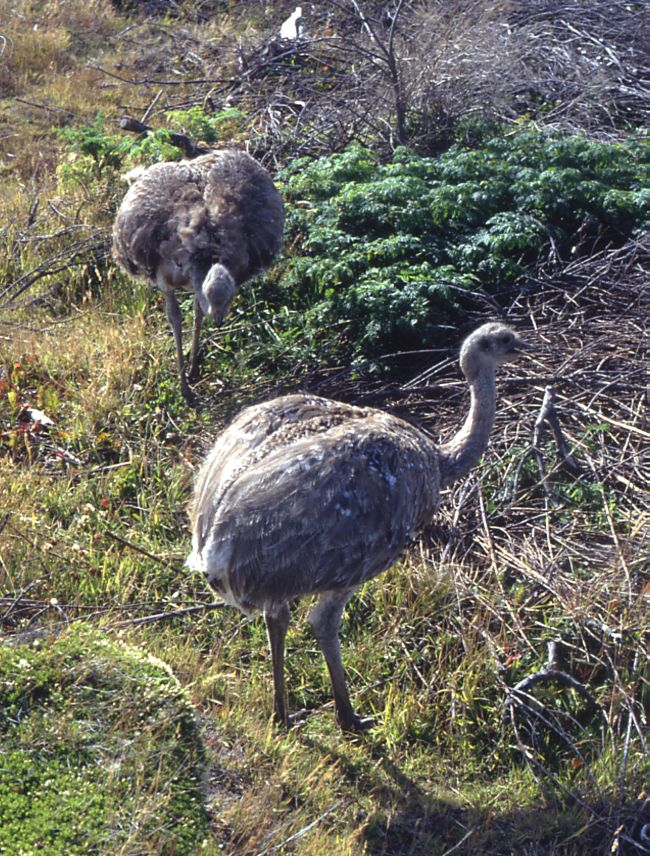
Nandú de Darwin
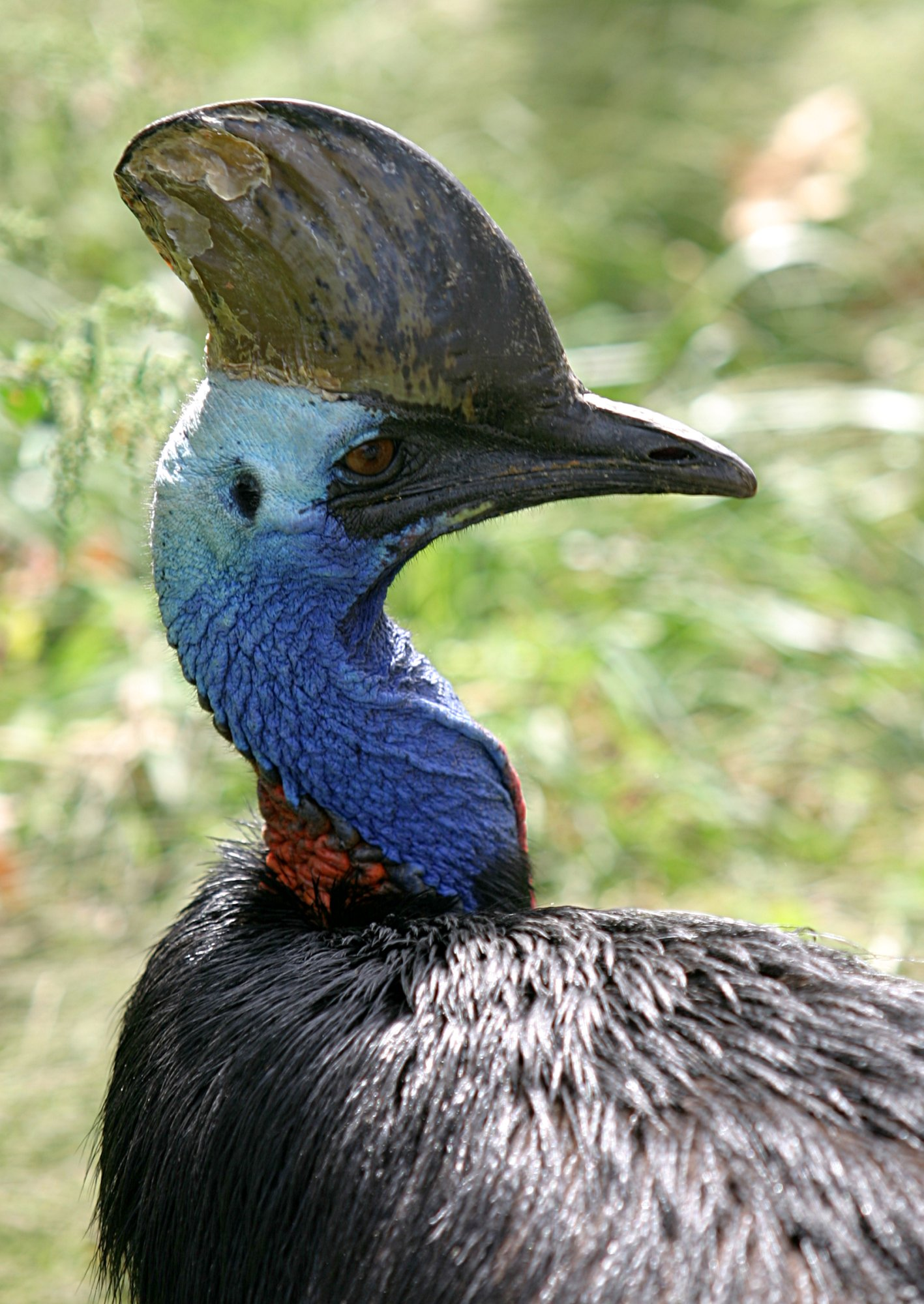
Casuario austral
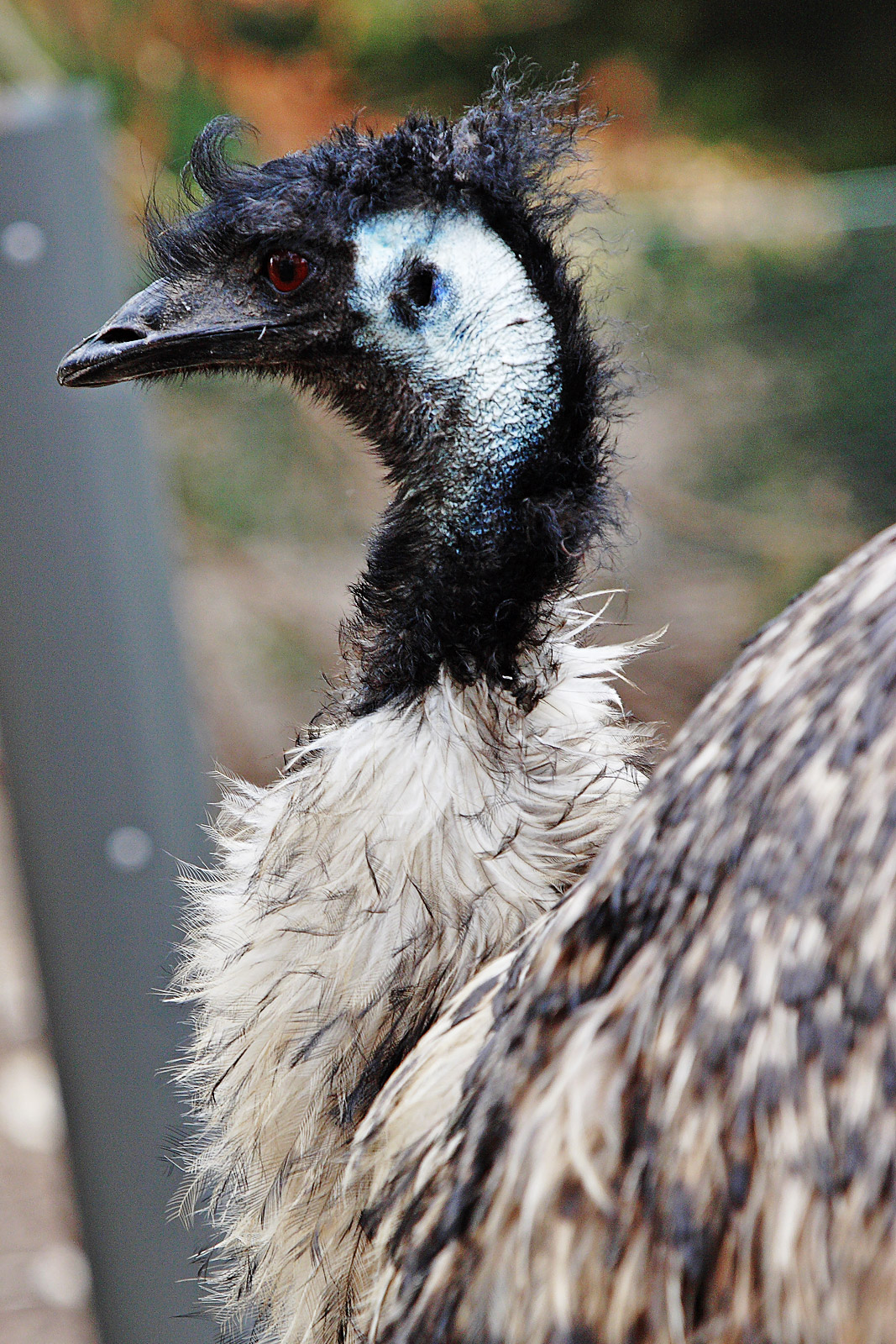
Emú
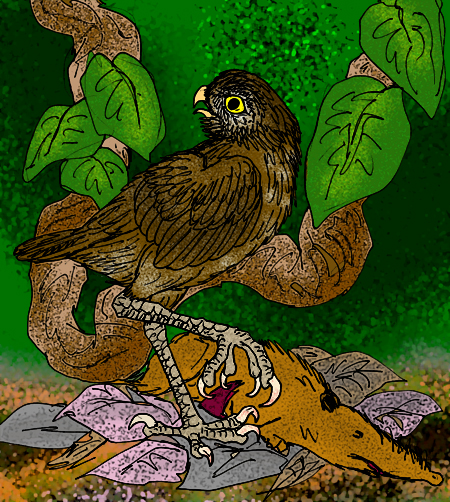
Búho gigante cubano
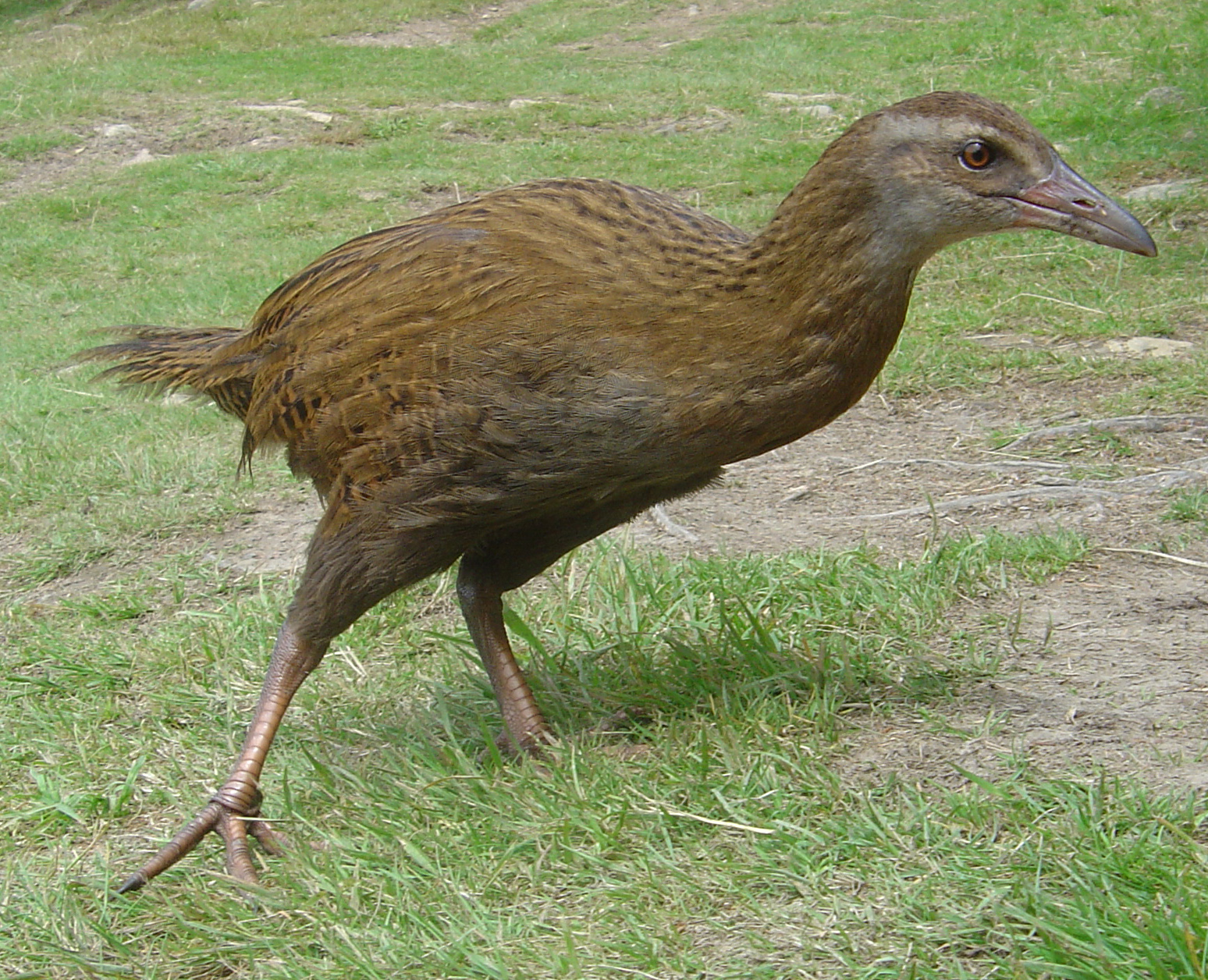
Weka
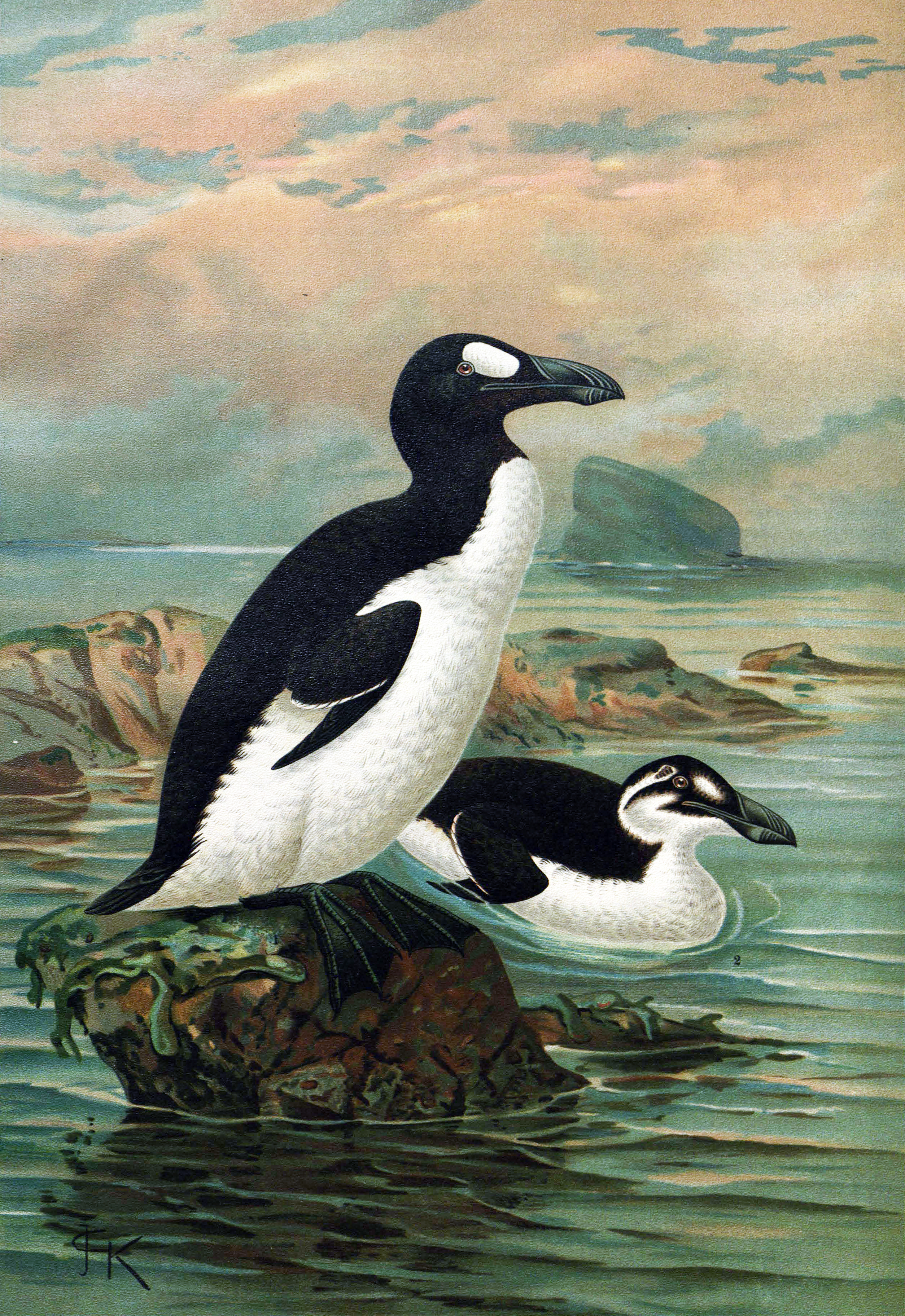
Gran alca
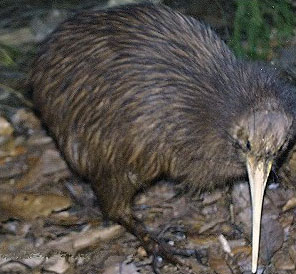
Kiwi marrón de la isla norte